# Kustspricklav
Kustspricklav (Silobia rhagadiza) är en lavart som först beskrevs av William Nylander och fick sitt nu gällande namn av Martin Westberg. 
Kustspricklav ingår i släktet Silobia och familjen Acarosporaceae. Arten är reproducerande i Sverige.